# یوترک
یوترک (انگلیسی: Uterqüe) شرکت کالای لوکس اسپانیایی است، که در زمینه تولید و توزیع لوازم مد و انواع پوشاک فعالیت می‌نماید.
شرکت یوترک در سال ۲۰۰۸ تأسیس شد و هم‌اکنون مالک شبکه‌ای از ۷۱ شعبه بوتیک در ۱۲ کشور می‌باشد و از برندهای متعلق به گروه ایندیتکس بشمار می‌آید. دفتر مرکزی این شرکت در شهر تردرا، بارسلون قرار دارد.